# Na pragu sutrašnjice
Na pragu sutrašnjice je bio hrvatski emigrantski časopis.
Izlazio je u Rimu i u Švedskoj od 1974. do 1984., a izdavačem i urednikom mu je bio Ante Ciliga..

Časopis se proslavio po fascinirajućim objavljenim člancima o povijesti KPJ i o hrvatskoj i južnoslavenskoj politici.